# Szilvia Török
Szilvia Török (Budapest, 28 agosto 1981) è un'ex cestista ungherese.
Playmaker di 173 cm della Nazionale ungherese, ha giocato nella massima serie italiana con Priolo.

## Carriera
Ha disputato due campionati europei giovanili e le qualificazioni per l'Europeo 2011 con la sua nazionale. In patria ha avuto una lunga carriera con FTC Diego, MKB Sopron, Szeviép Szeged e MiZo Pécs, con cui ha disputato varie edizioni di Eurolega ed Eurocoppa.. Ha vinto un titolo nazionale in patria.

## Statistiche

### Presenze e punti nei club
Statistiche aggiornate al 30 giugno 2010
| Stagione        | Squadra              | Competizione | Partite | Partite | Partite | Statistiche tiro | Statistiche tiro | Statistiche tiro | Altre statistiche | Altre statistiche | Altre statistiche | Altre statistiche | Altre statistiche |
| Stagione        | Squadra              | Competizione | Pres.   | Titol.  | Minuti  | Tiri da 2        | Tiri da 3        | Liberi           | Rimb.             | Assist            | Rubate            | Stopp.            | Punti             |
| --------------- | -------------------- | ------------ | ------- | ------- | ------- | ---------------- | ---------------- | ---------------- | ----------------- | ----------------- | ----------------- | ----------------- | ----------------- |
| 2009-2010       | Erg Power&Gas Priolo | Serie A1     | 11      | 11      | 333     | 19/50            | 5/21             | 19/27            | 34                | 8                 | 14                | 0                 | 72                |
| Totale carriera |                      |              |         |         |         |                  |                  |                  |                   |                   |                   |                   |                   |

## Palmarès
- Campionato ungherese: 1
MKB Sopron: 2001-02.